# Скендербегов трг (Скопље)
Скендербегов трг (мкд. Плоштад Скендербег) је трг у општини Чаир, односно Скопљу. Назив носи по Скендербегу, борцу против османских освајача и исламизације.

## Излед
Скендербегов споменик постављен је 2006, а трг је реконструисан 17. јануара 2012. и завршен је у сегментима између 2014. и 2018. Укупни трошкови трга се процењују на 10 милиона евра. Простире се на 28.000 2 и простире се од Македонске филхармоније и Македонске опере до Старе чаршије у Скопљу. Током реконструкције део трга изграђен је на врху Булевара Гоце Делчева. Поред пуно отвореног простора, трг садржи амфитеатар, фонтану, подземни паркинг и мурале.